# 15. Kavallerie-Brigade (Deutsches Kaiserreich)
Die 15. Kavallerie-Brigade war ein Großverband der Preußischen Armee.

## Geschichte
Die 15. Kavallerie-Brigade wurde am 5. September 1818  als Kavallerie-Brigade der 16. Division in Köln aufgestellt, erhielt nach der Umbenennung der Division in 15. Division am 22. Dezember 1819 die Bezeichnung 15. Kavallerie-Brigade und war bis zum Ausbruch des Ersten Weltkrieges Teil der 15. Division, die dem VIII. Armee-Korps in Koblenz zugeordnet war.

### Gliederung
- 1820 bis 1849

4. Dragoner Regiment (Rheinisches), Ulanen-Regiment „Großherzog Friedrich von Baden“ (Rheinisches) Nr. 7
- 1850

Kürassier-Regiment „Graf Gessler“ (Rheinisches) Nr. 8,  Ulanen-Regiment „Großherzog Friedrich von Baden“ (Rheinisches) Nr. 7
- 1851

Ulanen-Regiment „Graf zu Dohna“ (Ostpreußisches) Nr. 8 und  Kürassier-Regiment „Graf Gessler“ (Rheinisches) Nr. 8
- 1852 bis 1867

Rheinisches Kürassier-Regiment Nr.8, Königs-Husaren-Regiment (1. Rheinisches) Nr. 7, 8. schweres Landwehr-Reiter-Regiment, 7. Landwehr-Husaren-Regiment
- 1868 bis 1914

Wie vor, ohne  Landwehr-Regimenter

### Deutscher Krieg 1866
Im Krieg Preußens gegen das Kaisertum Österreich nahm die Brigade an den Kämpfen teil und erlitt keine Verluste.

### Deutsch-Französischer Krieg 1870/1871
Für die Dauer des Deutsch-Französischen Krieges musste die Brigade das Rheinische Kürassier-Regiment Nr. 8 an die  6. mobile Kavallerie-Brigade abgeben.

### Erster Weltkrieg
Die Brigade wurde vor Ausbruch des Ersten Weltkrieges aufgelöst und ihr Kürassier-Regiment der Divisions-Kavallerie der 15. Division, das Husaren-Regiment der 16. Division zugeteilt.

### Brigadekommandeure
| Name                                      | Datum                                                    |
| ----------------------------------------- | -------------------------------------------------------- |
| Friedrich Karl Ludwig Graf von Lehndorff  | 26. Oktober 1818 bis 11. Januar 1824                     |
| Karl Heinrich von Czettritz und Neuhaus   | 12. Januar 1824 bis 29. März 1830                        |
| Rudolf Friedrich von Hellwig              | 30. März 1830 bis 29. März 1839                          |
| Karl von Wolff                            | 30. März 1839 bis 21. Mai 1845                           |
| August von Wolff                          | 22. Mai 1845 bis 26. April 1848                          |
| Ferdinand von Kaphengst                   | 27. April 1848 bis 12. Juli 1854                         |
| Heinrich Friedrich Karl von Gansauge      | 13. Juli 1854 bis 11. November 1855                      |
| Karl Bernhard von Stülpnagel              | 12. November 1855 bis 10. Juni 1859                      |
| Wilhelm von Raven                         | 11. Juni 1859 bis 1. Juli 1862                           |
| Wolf von Pfuel                            | 2. Juli 1862 bis 29. Oktober 1866                        |
| Richard von Mirus                         | 30. Oktober 1866 bis 25. August 1871                     |
| Alexander von Busse                       | 26. August 1871 bis 10. November 1876                    |
| Karl von Eller-Eberstein                  | 11. November 1876 bis 11. Dezember 1882                  |
| Udo von Westernhagen                      | 12. Dezember 1882 bis 10. März 1886                      |
| Eduard Schmidt von Altenstadt             | 11. März 1886 bis 16. April 1888                         |
| Gerhard von Pelet-Narbonne                | 17. April 1888 bis 14. Oktober 1888                      |
| Hugo Wilhelm von Rosenberg                | 15. Oktober 1888 bis 15. Januar 1890                     |
| Karl Albert Freiherr Reichlin von Meldegg | 16. Januar 1890 bis 21. März 1891                        |
| Hans von Thümen                           | 22. März 1891 bis 13. Juli 1895                          |
| Maximilian von Hagenow                    | 14. Juli 1895 bis 21. Mai 1899                           |
| August Franz von Rodde                    | 22. Mai 1899 bis 21. April 1902                          |
| Georg Freiherr von Fritsch                | 22. April 1902 bis 13. Juni 1906                         |
| Otto Liman von Sanders                    | 14. Juni 1906 bis 2. April 1911                          |
| Adolf von Storch                          | 3. April 1911 bis 29. Juni 1914                          |
| Viktor von Rosenberg-Lipinski             | 30. Juni 1914 bis 1. August 1914 (Auflösung)             |
| Viktor von Rosenberg-Lipinski             | 29. Januar 1919 bis 30. September 1919 (Demobilisierung) |